# Інститут телекомунікаційних систем НТУУ «КПІ»
Навчально-науковий Інститут телекомунікаційних систем КПІ ім. Ігоря Сікорського — навчальний підрозділ, структурна одиниця КПІ ім. Ігоря Сікорського.

## Історія
Навчально-науковий Інститут телекомунікаційних систем (НН ІТС) створено в 2002 році на базі Кафедри засобів телекомунікацій, яка була організована в 1993 році, та Науково-дослідного інституту телекомунікацій, який розпочав свою діяльність у 1990 році і мав тоді назву НДІ радіоелектронної техніки «ТОР». Ініціатором створення як кафедри, так і інституту був професор, доктор технічних наук Ільченко Михайло Юхимович, який і очолив ці підрозділи.
Кафедра засобів телекомунікацій стала першою в Україні кафедрою, яка розпочала підготовку спеціалістів з розробки телекомунікаційних систем. Необхідність започаткування такого напряму підготовки фахівців була висловлена в спеціальних документах, прийнятих Міністерством зв'язку України, Національним космічним агентством, Національною академією наук України. В 1993 році на виконання Постанови Верховної Ради України про включення до пріоритетних наукових напрямів України систем зв'язку Державним комітетом України з питань науки і технологій було сформовано державну науково-технічну програму «Системи зв'язку» і відповідну наукову раду. До складу наукової ради і до участі в роботі новоствореної Кафедри засобів телекомунікацій КПІ було запрошено провідних фахівців України в галузі зв'язку. Серед них були професори С. Г. Бунін, В. П. Вінницький, А. В. Доровських, К. С. Сундучков, Л. П. Щербина, О. М. Лебедєв та ін.
З 1993 року Кафедрою засобів телекомунікацій і НДі «ТОР» розпочато підготовку фахівців з «Проектування телекомунікаційних пристроїв, систем та мереж» за спеціалізаціями інженерної підготовки:
- космічні системи навігації, зв'язку та телебачення;
- апаратно-програмні комплекси телекомунікаційних систем і мереж.

З 1998 року Постановою Кабінету Міністрів України затверджено новий перелік спеціальностей, і Кафедра засобів телекомунікацій перейшла на підготовку фахівців за двома спеціальностями: «Технології і засоби телекомунікацій» та «Телекомунікаційні системи та мережі». У 2002 році друга спеціальність стала забезпечуватись новоствореною однойменною кафедрою, яку очолила д.т.н., проф. Глоба Л. С. У цьому ж році започатковано підготовку фахівців за третьою в ІТС спеціальністю «Інформаційні мережі зв'язку». Оскільки НДІ радіоелектронної техніки «ТОР» з 90-х років проводив дослідження в основному з проблем телекомунікацій, в 2000 році було перейменований в НДІ телекомунікацій. Згідно з Постановою Президії Національної академії наук України в 2001 році наукове і методичне керівництво цим інститутом було покладено на Відділення інформатики НАН України.
У 2004 році було створено нову кафедру «Інформаційно-телекомунікаційні мережі», яку очолила д.т.н., проф. Глоба Л. С., а кафедру «Телекомунікаційні системи» очолив д.т.н., проф. Бунін С. Г.

## Сьогодення
На даний час навчання студентів, аспірантів і докторантів в ІТС здійснюється за спеціалізаціями: «Апаратно-програмні засоби електронних комунікацій», «Мобільні телекомунікації», «Телекомунікаційні системи та мережі», «Інформаційно-комунікаційні технології». У складі трьох кафедр інституту працюють 43 висококваліфікованих викладачі: 16 професорів, 15 доцентів, 12 старших викладачів і асистентів.
Інститут має необхідні навчальні лабораторії та їх методичне забезпечення.
Адреса інституту: 03056, Київ, пров. Індустріальний, 2

## Кафедри інституту телекомунікаційних систем
Структурно інститут складається з трьох кафедр:
- Телекомунікацій [Архівовано 2 квітня 2019 у Wayback Machine.] — ТК
- Телекомунікаційних систем[недоступне посилання] — ТС
- Інформаційно-телекомунікаційних мереж [Архівовано 1 листопада 2018 у Wayback Machine.] — ІТМ.

### Кафедра Телекомунікацій НН ІТС КПІ ім. Ігоря Сікорського[Архівовано2 квітня 2019 уWayback Machine.]
Кафедра телекомунікацій [Архівовано 2 квітня 2019 у Wayback Machine.] (тоді кафедра засобів телекомунікацій) Національного технічного університету України "Київський політехнічний інститут" створена у травні 1993 року за наказом ректора №1-83 від 11 травня 1993 року.
Кафедра телекомунікацій [Архівовано 2 квітня 2019 у Wayback Machine.] — це інноваційний науково-навчальний підрозділ одного з найпрестижніших і найбільших технічних університетів Європи — Національного технічного університету України «Київський політехнічний інститут імені Ігоря Сікорського». Тут навчають не тільки на «айтішника», а й на «телекомунікаційника», інтегруючи знання інформаційних та телекомунікаційних технологій, тобто, вчать як обробляти інформацію та як її передавати. Навчають систематично, ретельно підбираючи для освітньої програми (Інженерія та програмування інфокомунікацій) свій набір курсів, а кожен курс, в свою чергу, складається з найнеобхідніших дисциплін і тем для успішного володіння спеціальністю. На всіх курсах поєднуються теоретичні знання з їх практичною апробацією, та значною науково-дослідною роботою кафедри.
Освітня програма «Інженерія та програмування інфокомунікацій» - це поєднання знань та вмінь програмування і функціонування приладів та систем в галузі Інформаційних технологій та Телекому, що направлені на обробку та передачу будь-якої інформації.
Програма визначається трьома словами - що повністю визначають її направленість: інфокомунікації, інженерія і програмування.
- Інфокомунікації – це і є сукупність інформаційних технологій (ІТ) та систем/технологій передавання інформації (Телекомунікації), які у процесі обробки та передачі інформації діють як єдине ціле.
- Інженерія – це створення «Харду» апаратної частини систем електронних комунікацій; конфігурування, адміністрування та організації комп’ютерних мереж та Інтернет, систем мобільного зв’язку, систем віртуальної реальності. Причому навчання на обладнанні проводиться на унікальній лабораторній базі, що надана провідними компаніями ІТ і Телеком, а також що використовується для проведення складних наукових досліджень.
- Програмування – має три поєднані складові:

1) фундаментальна базова підготовка  - програмна інженерія та тестування, мови програмування (С/С++, Java, Python та ін.), алгоритми, бази даних, web-програмування, функціональне та об’єктно-орієнтоване програмування;
2) поглиблена підготовка: бізнес-аналіз, Big Data, хмарні технології, кібербезпека, багатопотокові процеси;
3) унікальна спеціалізована підготовка: протидія хакерським атакам, програмування застосувань комп’ютерних мережних та мобільних пристроїв, створення так званих вбудованих систем, що є пристроями чи системами, дія яких повністю визначається програмно – їх велика потреба не тільки в комунікаціях, а й в робототехніці, системах штучного інтелекту.
Зазначимо, що знання та вміння фахівця з телекомунікаційних технологій приблизно наполовину — це інформаційні технології (програмування, налаштування, конфігурація, використання телекомунікаційних систем, обладнання, протоколів зв'язку) і наполовину — знання принципів роботи, вміння проектувати телекомунікаційне обладнання, пристрої та системи. При цьому основними галузями телекомунікацій на сьогоднішній день є: Інтернет, мобільний зв'язок, мережі передачі даних (безпроводові, оптоволоконні і т. д.), супутникові системи зв'язку, цифрове і аналогове телебачення, телефонний зв'язок, електронний банкінг.
Кафедра телекомунікацій готує фахівців освітньо-кваліфікаційних рівнів:
- Бакалавр — 3 роки 10 місяців (денна форма навчання),
- Магістр — 1 рік 10 місяців (денна та заочна форми навчання),
- Доктор філософії (Аспірантура) — 3 роки (денна форма навчання). Навчально-лабораторна база складається з приміщень для проведення лекційних, практичних і лабораторних занять, лабораторного обладнання, вимірювальної та іншої апаратури. Загалом на кафедрі ТК налічується 8 лабораторій, які обслуговують 7 штатних співробітників навчально-допоміжного персоналу.

#### Завідувач кафедри телекомунікацій
Професор, доктор технічних наук , лауреат Державної премії України в галузі науки і техніки — Кравчук Сергій Олександрович.

#### Науковий керівник кафедри телекомунікацій
Проректор з наукової роботи, академік НАН України, доктор технічних наук, заслужений діяч науки і техніки України, лауреат Державних премій СРСР, УРСР та України в галузі науки і техніки, професор Ільченко Михайло Юхимович.

### Кафедра Телекомунікаційних систем ІТС НТУУ КПІ

#### Історія
Кафедра Телекомунікаційних систем створена згідно з наказом ректора університету № 1-170 від 27 грудня 2004 року. Кафедра Телекомунікаційних систем проводить підготовку за напрямом «Телекомунікації» зі спеціальності «Телекомунікаційні системи та мережі», яка акредитована за IV рівнем (сертифікат про акредитацію серія НД-IV № 112361 від 21 червня 2005 року).
Враховуючи побажання молоді, яка працює на виробництві та в установах, кафедра веде підготовку фахівців і без відриву від виробництва за спеціальністю «Телекомунікаційні системи та мережі».
Підготовку фахівців здійснює професорсько-викладацький склад кафедри Телекомунікаційних систем в кількості 12 осіб: професорів — 3 (в тому числі д.т.н.), доцентів — 5 (в тому числі к.т.н.), старших викладачів — 3 (один к.т.н.). асистентів — 1.

#### Завідувач кафедри телекомунікаційних систем
Професор, доктор технічних наук — Уривський Леонід Олександрович.

### Кафедра Інформаційно-телекомунікаційних мереж ІТС НТУУ КПІ
Кафедра готує студентів до роботи у напрямку забезпечення користувачів послугами інформаційних технологій та програмним забезпеченням процесів передавання інформації та абонентського доступу до ресурсів телекомунікаційних мереж. В 2006 та 2007, 2008 роках згідно з даними навчально-методичного управління НТУУ «КПІ» спеціальність «Інформаційні мережі зв'язку» серед 120 спеціальностей НТУУ «КПІ» має найбільший рейтинг з прийому та випуску (працевлаштування).
Випускники кафедри отримують глибоку фундаментальну підготовку і здатні виконувати проектування та забезпечення роботи телекомунікаційних мереж передавання інформації: мови, даних, відео, музики за допомогою сучасних інформаційних технологій та комп'ютерних програм. Вони можуть працювати з базами даних, програмувати прикладні процеси телекомунікацій, створювати та обробляти інформаційні ресурси, здійснювати адміністрування мереж.
Інформаційно-програмні технології забезпечують функціонування, управління, захист інформації та контроль телекомунікаційних мереж:
- проводових (цифрові системи передавання по металевим та оптичним кабелям)
- безпроводових (стільникових, радіорелейних, супутникових).

Навчання студентів за спеціальністю «Інформаційні мережі зв'язку» ведеться в умовах, наближених до умов майбутнього працевлаштування. Студенти 4-го курсу проходять виробничу практику в державних та недержавних компаніях, що дозволяє їм адаптуватися до умов бізнес-середовища. Всі випускники кафедри працевлаштовуються за спеціальністю «Інформаційні мережі зв'язку». Попит на випускників з боку різних компаній перевищує пропозицію.
Студенти кафедри під керівництвом досвідчених викладачів активно ведуть наукову роботу, виступають з доповідями на науково-технічних конференціях, публікують наукові статті, мають нагороди олімпіад та конкурсів. Найкращі студенти проходять магістерську підготовку у Дрезденському технічному університеті (Німеччина).

#### Завідувач кафедри інформаційно-телекомунікаційних мереж
Професор, доктор технічних наук, Лауреат Державної премії України в галузі освіти 2017 року  — Глоба Лариса Сергіївна.

## Студентське життя

### Студентська рада ІТС
Студентська Рада — це орган самоврядування студентів, що обирається на студентський конференції, делегатами якої є представники студентських груп. Сьогодні в Студраді можна виділити декілька відділів (Інформаційний, культ-масовий, науковий, спортивний, відділ зовнішніх зв'язків), але членів студради розділити неможливо, адже кожний намагається допомогти в будь-якій ситуації.

### Радіо ІТС
Радіо ІТС - це творче об'єднання студентів та випускників інституту, метою якого є дослідження та поширення різних музичних стилів. Інакше кажучи, гурток "меломанів", який існує кілька років та кожної перерви спілкується зі студентами через музику.

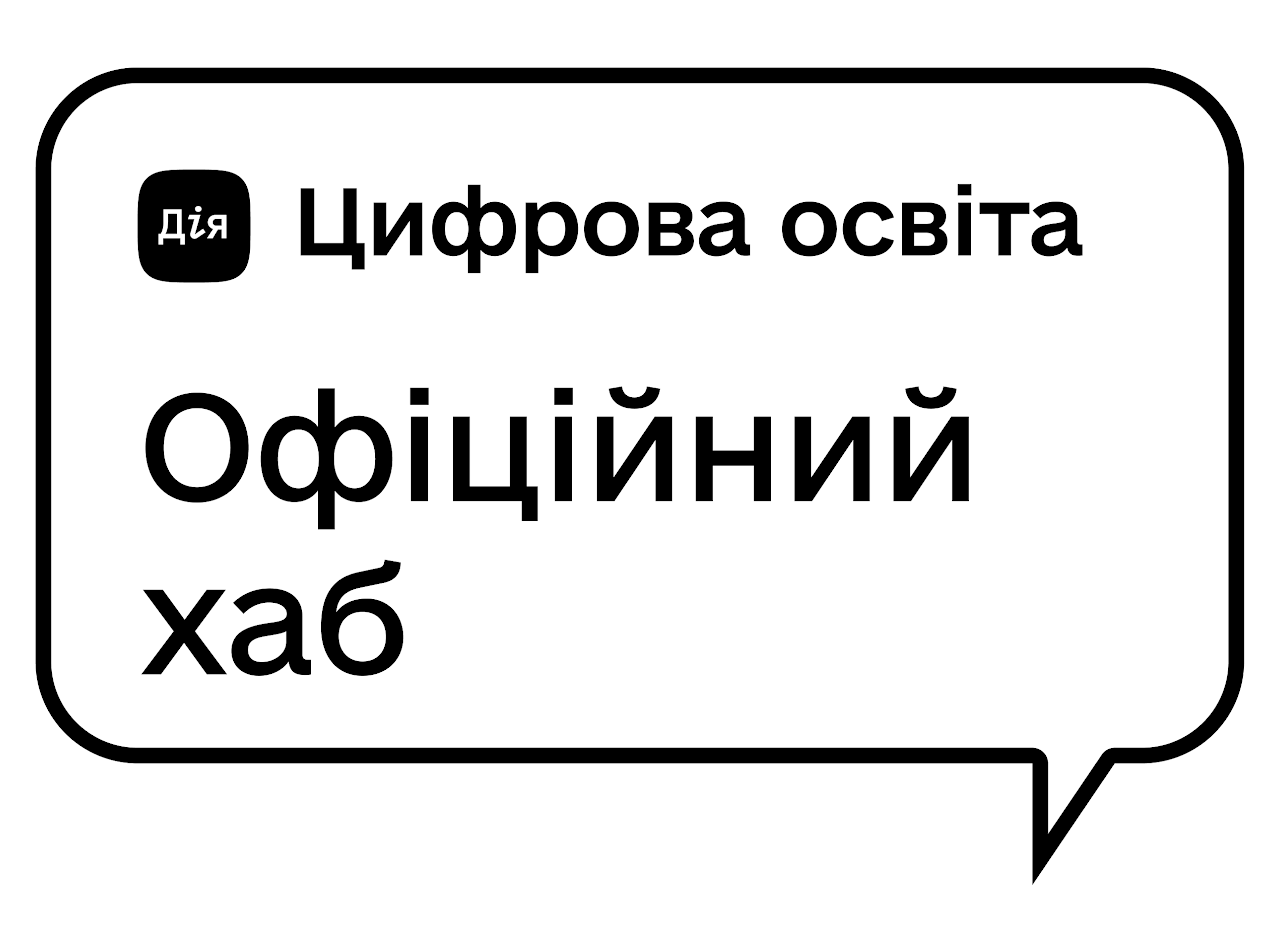
Офіційний логотип, представлений платформою «Дія.Цифрова освіта»

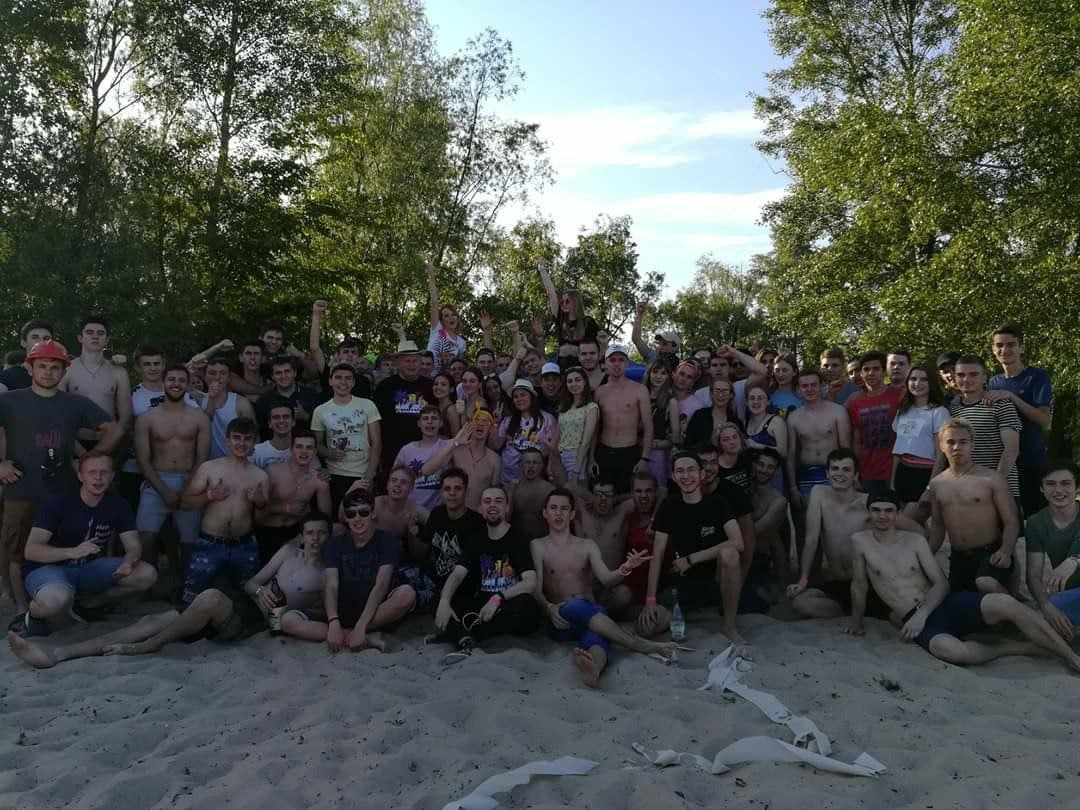
ITS Open Air «Miami»

### Хаб «Дія.Цифрова освіта»
При Студраді ІТС діє на постійній основі хаб цифрової освіти. Члени Студради - сертифіковані тренери, які допоможуть отримати одну з цифрових компетентностей DigComp 2.1 (європейської концептуально-еталонної Рамки цифрових компетентностей для громадян ЄС) та допомогти з освоєнням технологій громадянам будь-якого віку.

### Культурно-масові, освітні та розважальні заходи
Вже традиційні культурно-масові заходи не тільки нашого інституту, а й всього університету, які особливого представлення не потребують, адже вони викликають величезну цікавість не тільки студентів КПІ, а й інших ВНЗ Києва.
- Конкурси краси факультету «Містер ІТС[недоступне посилання]» та «Міс ІТС[недоступне посилання]»
- ITS Open Air[недоступне посилання] — Вже традиційно протягом 5 років існує на ІТС-і добра традиція, кожну весну і осінь вибиратися студентам всіх курсів разом з викладачами на природу і влаштовувати спортивні ігри та змагання. А свіже повітря і запах багаття ще й сприяють приємному спілкуванню в неформальних обставинах. Кожній з вилазок надаються певна тематика, і відповідно до неї підбираються образи для студентів та конкурси. Традиційно все закінчується піснями біля вогнища і так званої «богатирської каші», яка й готується на ньому.
- День Першокурсника — захід, що проходить на початку кожного навчального року і спрямований для розважання першокурсників, їх тіснішого знайомства між собою та старшими товаришами. Вечірка проходить в клубі або пабі, де проводяться різного типу конкурси і святкова дискотека.
- Науковий тиждень — Протягом тижня в інституті проводяться різноманітного виду лекції або семінари, які можуть проводити як самі студенти так і запрошені особи, публічні люди, які можуть надати цікаву інформацію для студентів здебільшого пов'язану з родом занять нашого інституту. В заключний день проводиться інтелектуально-розважальна гра «Брейн-ринг», де беруть участь не тільки студенти, а й викладачі.
- Додаткові заняття — Для студентів молодших курсів (І, ІІ) проводяться додаткові заняття з дисциплін на яких варто звернути увагу в першу чергу. Ці заняття проводять теж студенти, але вже старших курсів. Таким чином кожний сором'язливий першокурсник має можливість отримати допомогу від старшого товариша.
- Таємний Санта — У передноворічні свята кожний студент шляхом жеребкування отримує прізвище свого одногрупника, якому він має підготувати якийсь подарунок. Але подарунки не дарується відкрито. Вони всі накопичуються в Студентській раді, і в один з передноворічних днів студенти ІТС отримують подарунки. Ну а потім вже щирі признання «who is who».